# Neil MacGregor
Robert Neil MacGregor, FSA, född 16 juni 1946 i Glasgow, är en brittisk konsthistoriker och museichef. Han var chef för National Gallery mellan 1987 och 2002, och för British Museum mellan 2005 och 2015. Han utsågs 2008 till ordförande för World Collections Programme, ett program för att utbilda kuratorer vid brittiska museer.

## Biografi
MacGregor föddes som son till två läkare, Alexander och Anna MacGregor. Vid nio års ålder såg han för första gången Salvador Dalís målning Johannes av korsets Kristus (1951), som nyligen förvärvats av Kelvingrove Art Gallery and Museum i Glasgow, och som hade en stor inverkan på honom och väckte hans livslånga intresse för konst. MacGregor studerade moderna språk vid New College i Oxford, där han nu är hedersmedlem. Perioden som följde studerade han filosofi vid École Normale Supérieure i Paris (sammanföll med händelserna i maj 1968), och juridik vid Edinburghs universitet, där han mottog Green Prize. 1972 beslöt han att ta examen i konsthistoria. Året därpå upptäckte Anthony Blunt, Courtauld Institutes chef, MacGregor och övertalade honom att ta en magisterexamen under hans överinseende. Blunt beskrev senare MacGregor som "den mest lysande elev han någonsin undervisat".
Mellan 1975 och 1981 studerade MacGregor konsthistoria och arkitektur vid University of Reading. Han lämnade universitetet för att ta på sig redaktörskapet för Burlington Magazine. 1987 blev han en mycket framgångsrik chef för National Gallery i London. Där kallades han "Saint Neil", dels på grund av sin popularitet på institutionen och dels på grund av hans fromma kristenhet, och smeknamnet bar han med sig efter att han lämnat museet. Under sin tid som museichef vid National Gallery presenterade MacGregor två TV-serier om konst i BBC: Making Masterpieces, ett "bakom kulisserna"-program om museet (år 1997) och Seeing Salvation om Jesus i västerländsk konst (år 2000). Han avböjde erbjudandet om att bil dubbad till riddare 1999, den förste chefen för National Gallery göra det.
MacGregor blev chef för British Museum 2002, vid en tidpunkt då denna institution hade ett underskott på fem miljoner pund. MacGregor har hyllats för sin "diplomatiska" hållning till posten, även om han avvisat denna beskrivning. Han öppnade diskussioner med Grekland om Parthenonskulpturerna och skickade kuratorer till Irak 2003 för att bedöma skadorna på landets museer under Irakkriget. Under sin tid som museichef intervjuades han för BBC-serierna Our Top Ten Treasures (2003) och The Museum (2007).
Utställningen "Den första kejsaren", med fokus på Qin Shi Huang och med ett litet antal soldater ur terrakottaarmén, installerades år 2008 i British Museum Reading Room. Samma år inbjöds MacGregor att efterträda Philippe de Montebello som chef för Metropolitan Museum of Art i New York. Han avböjde erbjudandet, eftersom Metropolitan tar ut entré av sina besökare och således "inte är en offentlig institution".
Från och med 2010 presenterar MacGregor en serie på BBC Radio 4 och BBC World Service med titeln A History of the World in 100 Objects, baserad på föremål som tas från British Museums samling.
I april 2015 meddelade MacGregor att han skulle lämna British Museum för att istället leda uppbyggnaden av Humboldt Forum i Berlin (tillsammans med tyskarna Hermann Parzinger och Horst Bredekamp). Han slutade formellt på British Museum den 31 december 2015. Han lämnade Humboldt Forum 2018.